# Піопневмоторакс
Піопневмоторакс — одне з найважчих ускладнень гострих інфекційних деструкцій легень. Його виникнення, як правило, свідчить про наростання в них запальних змін, що призводять до руйнування кортикального шару і вісцелярної плеври легені, прориву гною і повітря в плевральну порожнину. При цьому нерідко формується її стійке сполучення із зовнішнім середовищем через порожнину гнійника в легені і бронх, що дренує її. Це ускладнення досить часто виникає у хворих з гангреною або абсцесом легені коли неухильно наростає запальна інфільтрація тканини по периферії вогнища деструкції. У подібній ситуації піопневмоторакс може розвинутися ще до формування чітко обмеженого гнійника, тобто у стадії гнійного розплавлення інфільтрату легені.
Мікробіологічна характеристика інфекційної поразки плевральної порожнини, як правило збігається з видовим складом мікробіоти вогнища гнійної деструкції в легені і представлена найчастіше різними поєднаннями строгих неспоротворних анаеробів з аеробною грамнегативною палочковой мікрофлорою при переважанні анаеробного компонента.